# Mudagandur, Mandya
Mudagandur là một làng thuộc tehsil Mandya, huyện Mandya, bang Karnataka, Ấn Độ.